# Chen Jiapeng
Chen Jiapeng, född 5 juli 2002, är en friidrottare från Kina. Han deltog vid olympiska sommarspelen 2024.